# Gare de San Diego
Ne doit pas être confondu avec Gare du vieux San Diego.
Pour les articles homonymes, voir Union Station.
La  gare de San Diego, officiellement Union Station et officieusement Santa Fe Depot, est une gare ferroviaire des États-Unis située à San Diego en Californie ; elle est desservie par Amtrak. C'est une gare avec personnel.

## Histoire
Elle est mise en service en 1915.

## Service des voyageurs

### Desserte
- Ligne d'Amtrak[1] :
  - Le Pacific Surfliner: San Diego - San Luis Obispo
- North County Transit District
  - Le Coaster
- San Diego Trolley
  - Ligne verte
  - Ligne orange